# 柳原資定
柳原 資定（やなぎわら すけさだ、明応4年11月6日（1495年11月22日） - 天正6年3月30日（1578年5月6日））は、室町時代の公卿。柳原量光（かずみつ、1448年 - 1510年）の二男。資定の長兄・資緒は長享1年（1487年）12月13日に叙爵後まもなく因幡で死去したため、次男であった資定が柳原家の家嫡となった。
天文8年（1539年）、権大納言に昇ったがやがて辞し、その後は連年、賀茂伝奏・神宮伝奏（賀茂神社あるいは伊勢神宮からの願い出を伝達奏聞する役）などの役に携わり、弘治2年（1556年）には従一位に叙せられた（62歳）。
天正6年（1578年）3月27日、出家し、その3日後（3月30日）、84歳で没した。

## 略年表
※日付＝旧暦
| 年                 | 日付     | 年齢 | 出来事                                                                                                   | 備考 |
| ------------------ | -------- | ---- | --- | --- |
| 明応4年（1495年）  | 11月6日  | 1    | 誕生于因幡                                                                                               | |
| 明応5年（1496年）  | 11月2日  | 2    | 叙爵従五位下                                                                                             | |
| 永正4年（1507年）  | 某月某日 | 13   | 元服于因幡                                                                                               | |
| 永正4年（1507年）  | 12月17日 | 13   | 任右兵衛佐                                                                                               | |
| 永正5年（1508年）  | 7月26日  | 14   | 叙従五位上                                                                                               | 中12年 |
| 永正5年（1508年）  | 12月9日  | 14   | 服解母喪                                                                                                 | |
| 永正6年（1509年）  | 某月某日 | 15   | 復任 | |
| 永正7年（1510年）  | 7月某日  | 16   | 上洛自因幡                                                                                               | |
| 永正7年（1510年）  | 8月18日  | 16   | 服解父喪                                                                                                 | |
| 永正7年（1510年）  | 10月9日  | 16   | 復任 | |
| 永正7年（1510年）  | 11月4日  | 16   | 任左少弁                                                                                                 | |
| 永正7年（1510年）  | 11月24日 | 16   | 補蔵人                                                                                                   | |
| 永正7年（1510年）  | 某月某日 | 16   | 下向因幡不去職、未拜賀                                                                                   | |
| 永正9年（1512年）  | 11月22日 | 18   | 叙正五位下蔵人右少弁頼継依超越後日申請之                                                                 | 在国3年 |
| 永正13年（1516年） | 某月某日 | 22   | 上洛自因幡                                                                                               | |
| 永正13年（1516年） | 12月3日  | 22   | 聴禁色、拜賀従事                                                                                         | |
| 永正14年（1517年） | 2月8日   | 23   | 叙正五位上賜去永正十四年四月十二日位記、蔵人右少弁頼継超越之故也                                         | 連年 |
| 永正14年（1517年） | 3月10日  | 23   | 除服出仕                                                                                                 | |
| 永正16年（1519年） | 1月17日  | 25   | 転右中弁、拜賀従事                                                                                       | |
| 大永1年（1521年）  | 11月13日 | 27   | 叙従四位下                                                                                               | 中4年 |
| 大永1年（1521年）  | 12月7日  | 27   | 叙従四位上                                                                                               | 連月 |
| 大永1年（1521年）  | 12月26日 | 27   | 転左中弁                                                                                                 | |
| 大永2年（1522年）  | 1月5日   | 28   | 叙正四位下                                                                                               | 連年 |
| 大永2年（1522年）  | 3月29日  | 28   | 兼修理左宮城使                                                                                           | 廿六日、癸酉、被始行県召除目自明応六年中絶、今度被再興、代始也、執筆内大臣公胤、已次公卿三条大納言公頼以下四人参仕、奉行蔵人頭右中将重親朝臣、（中略）廿九日、丙子、此日有除目竟儀、已次公卿帥大納言公条、已下四人参仕、入眼上卿帥大納言公条、（『続史愚抄』同月26、29日条） |
| 大永3年（1523年）  | 8月23日  | 29   | 叙正四位上                                                                                               | 連年 |
| 大永4年（1524年）  | 1月28日  | 30   | 補蔵人頭                                                                                                 | |
| 大永4年（1524年）  | 2月8日   | 30   | 為神宮弁                                                                                                 | |
| 大永4年（1524年）  | 2月29日  | 30   | 聴禁色、拜賀従事                                                                                         | |
| 大永4年（1524年）  | 12月30日 | 30   | 転右大弁                                                                                                 | |
| 大永5年（1525年）  | 12月25日 | 31   | 転左大弁                                                                                                 | |
| 大永6年（1526年）  | 4月29日  | 32   | 補新帝後奈良帝蔵人頭                                                                                     | |
| 享禄1年（1528年）  | 4月13日  | 34   | 任参議大弁如元                                                                                           | |
| 享禄1年（1528年）  | 4月27日  | 34   | 叙従三位                                                                                                 | 中5年 |
| 享禄1年（1528年）  | 8月20日  | 34   | 拜賀着陣                                                                                                 | |
| 享禄1年（1528年）  | 11月20日 | 34   | 下向因州                                                                                                 | |
| 享禄2年（1529年）  | 2月25日  | 35   | 喪妹鷲尾隆康卿室                                                                                         | |
| 天文4年（1535年）  | 2月5日   | 41   | 上洛自因幡                                                                                               | |
| 天文4年（1535年）  | 3月6日   | 41   | 任権中納言                                                                                               | |
| 天文4年（1535年）  | 4月8日   | 41   | 叙正三位、勅授帶劍、拜賀着陣                                                                             | 中7年 |
| 天文4年（1535年）  | 5月某日  | 41   | 被仰敷奏六月一日有敷奏後奏事始                                                                           | |
| 天文4年（1535年）  | 6月1日   | 41   | 今朝新中納言資定卿有敷奏奏事始也                                                                         | 『後奈良院宸記』 |
| 天文5年（1536年）  | 3月1日   | 42   | 叙従二位                                                                                                 | 連年 |
| 天文5年（1536年）  | 7月30日  | 42   | 為神宮伝奏                                                                                               | |
| 天文5年（1536年）  | 11月1日  | 42   | 着陣階後欤                                                                                               | |
| 天文8年（1539年）  | 8月10日  | 45   | 任権大納言                                                                                               | |
| 天文8年（1539年）  | 11月13日 | 45   | 辞伝奏、下向因幡                                                                                         | |
| 天文11年（1542年） | 2月13日  | 48   | 辞権大納言自因幡進辞表、未拜賀、在官四年                                                                 | |
| 天文13年（1544年） | 5月4日   | 50   | 上洛自因幡                                                                                               | |
| 天文13年（1544年） | 5月24日  | 50   | 任按察使                                                                                                 | |
| 天文13年（1544年） | 5月28日  | 50   | 聴本座                                                                                                   | 前官権大納言 |
| 天文13年（1544年） | 8月21日  | 50   | 叙正二位                                                                                                 | 中8年 |
| 天文13年（1544年） | 10月27日 | 50   | 下向摂州                                                                                                 | |
| 天文13年（1544年） | 11月6日  | 50   | 上洛自摂津                                                                                               | |
| 天文13年（1544年） | 12月29日 | 50   | 還任権大納言去按察使                                                                                     | |
| 天文14年（1545年） | 1月1日   | 51   | 拜賀着陣                                                                                                 | |
| 天文14年（1545年） | 1月19日  | 51   | 直衣始                                                                                                   | |
| 天文14年（1545年） | 3月3日   | 51   | 下向周防                                                                                                 | |
| 天文15年（1546年） | 1月19日  | 52   | 辞権大納言自周防進辞状、在官三年                                                                         | |
| 天文19年（1550年） | 某月某日 | 56   | 上洛自周防                                                                                               | |
| 天文19年（1550年） | 7月21日  | 56   | 任民部卿                                                                                                 | |
| 弘治2年（1556年）  | 7月12日  | 62   | 叙従一位去卿、賜去天文廿年十二月廿八日位記                                                               | 中12年 |
| 弘治3年（1557年）  | 1月23日  | 63   | 町前中納言資将卿末家也一流断絶、依之彼家領分令知行、以連々一家可再興之旨被仰下、蔵人権右中弁経光送御教書 | |
| 永禄2年（1559年）  | 9月某日  | 65   | 為賀茂伝奏                                                                                               | |
| 永禄5年（1562年）  | 某月某日 | 68   | 辞伝奏                                                                                                   | |
| 永禄9年（1566年）  | 2月17日  | 72   | 為神宮伝奏                                                                                               | |
| 天正3年（1575年）  | 6月某日  | 81   | 勅勘伝奏如元                                                                                             | |
| 天正3年（1575年）  | 7月14日  | 81   | 勅免 | |
| 天正6年（1576年）  | 某月某日 | 84   | 辞伝奏                                                                                                   | |
| 天正6年（1576年）  | 3月27日  | 84   | 出家法名紹寂                                                                                             | |
| 天正6年（1576年）  | 3月30日  | 84   | 薨 | |
| 天正6年（1576年）  | 4月某日  | 84   | 葬淨福寺西原                                                                                             | |

## 系譜
- 父：柳原量光（尚光）
- 母：不明
- 妻：刀自
  - 女子：阿子 - 後陽成天皇女房
- 生母不明の子女
  - 男子：松斉
- 養子
  - 男子：柳原淳光（将光）- 町資将の子、高辻章長の孫
  - 男子：源俊 - 忠顕の子
  - 男子：尊俊 - 中山孝親の子